# Дым-Тамак
Дым-Тама́к (тат. Димтамак) — село в Ютазинском районе Республики Татарстан, административный центр Дым-Тамакского сельского поселения.

## Этимология
Топоним произошёл от татарского гидронима «Дим» (Дымка) и татарского гидрографического термина «тамак» (устье).

## География
Село находится на реке Дымка, в 10 км к юго-западу от посёлка городского типа Уруссу. 

## История
Село известно с 1765 года. В XVIII-XIX веках жители в сословном отношении делились на башкир-вотчинников, тептярей и государственных крестьян. Занимались земледелием, разведением скота, отхожими промыслами. 
В «Списке населенных мест по сведениям 1859 года», изданном в 1864 году, населённый пункт упомянут как башкирская деревня Дымтамакова 4-го стана Бугульминского уезда Самарской губернии. Располагалась при реке Дымке, по правую сторону почтового тракта из Бугульмы в Уфу, в 37 верстах от уездного города Бугульмы и в 15 верстах от становой квартиры в казённом селе Ефановка (Крым-Сарай, Орловка, Хуторское). В деревне в 110 дворах жили 765 человек (384 мужчины и 381 женщина). Была мечеть.
В конце XIX века земельный надел сельской общины составлял 2378 десятин. 
До 1920 село входило в Александровскую волость Бугульминского уезда Самарской губернии. С 1920 года в составе Бугульминского кантона ТАССР. С 10 августа 1930 года в Бавлинском, с 10 февраля 1935 года в Ютазинском, с 1 февраля 1963 года в Бугульминском, с 12 января 1965 года в Бавлинском, с 6 апреля 1991 года в Ютазинском районах.

## Население
| 1795 | 1859 | 1886 | 1897 | 1920 | 1926 | 1938 | 1949 | 1958 | 1970 | 1979 | 1989 | 2002 | 2010 |
| ---- | ---- | ---- | ---- | ---- | ---- | ---- | ---- | ---- | ---- | ---- | ---- | ---- | ---- |
| 230  | 765  | 866  | 1033 | 1387 | 1190 | 742  | 707  | 761  | 784  | 651  | 540  | 549  | 556  |

Национальный состав села: татары.

## Экономика
Жители занимаются полеводством, молочным скотоводством.

## Инфраструктура
Основная школа, дом культуры, библиотека, детский сад, фельдшерско-акушерский пункт, отделение почтовой связи, АТС. Через село проходит автомобильная дорога регионального значения «Азнакаево — Ютаза — автомобильная дорога М5». 

## Религия
Мечеть.